# Stefania Barca
Stefania Barca (Roma, 4 maggio 1965) è un'attrice italiana di teatro, cinema e televisione.

## Biografia
Studia recitazione frequentando un corso presso la Bottega Teatrale di Firenze, diretta da Vittorio Gassman, e la Civica Scuola d'Arte Drammatica del Piccolo Teatro di Milano.
Recita a teatro ne Il malato immaginario di Molière, regia di M. Masini, in Enrico IV di Luigi Pirandello, regia di M. Sciaccaluga, e in Romeo e Giulietta di William Shakespeare, dove interpreta il ruolo di Giulietta, rappresentato al Teatro di Roma, con la regia di F. Ricordi.
Ha interpretato diversi ruoli secondari in svariate fiction televisive di produzione italiana: Un prete tra noi nel 1997, Don Matteo, Linda e il brigadiere nel 2000, Lo zio d'America nel 2002, Provaci ancora prof! nel 2005 e Donna detective nel 2007, tutte in onda su Rai Uno.
Ha partecipato anche ad alcuni film per il cinema, come: L'uomo in più, regia di Paolo Sorrentino nel 2001, I banchieri di Dio - Il caso Calvi, regia di Giuseppe Ferrara nel 2002 e Passo a due, regia di Andrea Barzini nel 2006.
Nel 2007 e nel 2008 è una componente del cast principale di Incantesimo, nella nona e nella decima stagione del serial televisivo di Rai 1, stagioni nelle quali interpreta il ruolo della dottoressa Vittoria Falco, fidanzata dell'oncologo Riccardo Benetti (Saverio Deodato Dionisio). Nel 2008 partecipa, con un ruolo secondario, alla terza stagione della soap opera Un posto al sole d'estate, in onda su Rai 3, dove ha il ruolo di Margherita Giorgi, ruolo che poi nel 2009 viene promosso a protagonista nella quarta ed ultima stagione della predetta soap.

## Filmografia

### Cinema
- L'uomo in più, regia di Paolo Sorrentino (2001)
- Mari del sud, regia di Marcello Cesena (2001)
- I banchieri di Dio - Il caso Calvi, regia di Giuseppe Ferrara (2002)
- Ti spiace se bacio mamma?, regia di Alessandro Benvenuti (2003)
- Passo a due, regia di Andrea Barzini (2006)
- Il cuore grande delle ragazze, regia di Pupi Avati (2011/2012)
- La grande bellezza, regia di Paolo Sorrentino (2013)
- Song'e Napule, regia di Manetti Bros. (2013)

### Televisione
- Un prete tra noi, regia di Giorgio Capitani e Lodovico Gasparini - Miniserie TV - Rai Uno (1997)
- Costanza, regia di Gianluigi Calderone - Miniserie TV - Rai Due (1998)
- Incantesimo 1 e 2 - Soap opera - Rai Due (1998-2000)
- Linda e il brigadiere - Miniserie TV - Rai Uno - Episodio: Il ladro di polli, regia di Alberto Simone (2000)
- Don Matteo - Episodio: La strategia dello scorpione, regia di Enrico Oldoini - Serie TV - Rai Uno (2000)
- Ricominciare, registi vari - Soap opera - Rai Uno (2000)
- Donne di mafia, regia di Giuseppe Ferrara - Miniserie TV (2001)
- Lo zio d'America, regia di Rossella Izzo - Miniserie TV - Rai Uno (2002)
- Cuori rubati - Soap opera - Rai due (2002-2003)
- Provaci ancora prof!, regia di Rossella Izzo - Miniserie TV - Rai Uno (2005)
- Donna detective, regia di Cinzia TH Torrini - Miniserie TV - Rai Uno (2007)
- Incantesimo 9-10, registi vari - Ruolo: Vittoria Falco - Soap opera - Rai Uno (2007-2008)
- Un posto al sole d'estate, registi vari - Ruolo: Margherita Giorgi - Soap opera - Rai Tre (2008-2009)
- Un posto al sole, registi vari - Ruolo: Margherita Giorgi - Soap opera - Rai Tre (2008, dal 2012)
- Donna detective 2, regia di Fabrizio Costa - Miniserie Tv - Rai Uno (2010)

## Teatro
- La fastidiosa, di Franco Brusati, con Giorgio Albertazzi, Stefano Santospago, Clara Colosimo, Cesare Gelli, Stefania Barca, Elena Bosi, Paolo Calabresi, regia di Mario Missiroli, prima al Teatro Nazionale di Milano il 7 aprile 1994.